# Tábua
Tábua es una villa portuguesa del distrito de Coímbra, región estadística del Centro (NUTS II) y comunidad intermunicipal de Coímbra (NUTS III), con cerca de 3000 habitantes.

## Geografía
Es sede de un municipio con 199,8 km² de área y 11 161 habitantes (2021), subdividido en once freguesias. Los municipio están limitados al norte por Carregal do Sal, al este por Oliveira do Hospital, al sur por Arganil, al oeste por Penacova y al noroeste por Santa Comba Dão.

## Demografía
| Gráfica de evolución demográfica de Tábua entre 1864 y 2021 |
|                                                             |
| Datos según el nomenclátor publicado por el INE portugués.  |

## Organización territorial
El municipio de Tábua está formado por once freguesias:
- Ázere e Covelo
- Candosa
- Carapinha
- Covas e Vila Nova de Oliveirinha
- Espariz e Sinde
- Midões
- Mouronho
- Pinheiro de Coja e Meda de Mouros
- Póvoa de Midões
- São João da Boa Vista
- Tábua

## Patrimonio
- Igreja Matriz de Tábua
- Pelourinho
- Igreja Paroquial de Midões
- Capela do Senhor dos Milagres